# Boznańska (cráter)
Boznańska es un cráter de impacto de 72 km de diámetro del planeta Mercurio. Debe su nombre a la pintora polaca  Olga Boznańska (1865-1940), y su nombre fue aprobado por la  Unión Astronómica Internacional en 2015.